# Tofo
Il tofo è un aggregato di urati che può trovarsi nel derma, nelle cartilagini articolari o extrarticolari, nella cute, nel tessuto sottocutaneo, nelle borse sierose o nei tendini.

## Sviluppo e caratteristiche
Segnalati nei casi di gotta cronica con un'incidenza che oscilla fra il 13 e il 17%, i tofi si presentano come noduli bianco-giallastri di grandezza variabile (da un grano di miglio a un'arancia) e consistenza inizialmente molle e successivamente dura. In genere i tofi sorgono al padiglione auricolare, nei gomiti, negli alluci, nelle mani o al tendine d'Achille. Al contrario, essi non si localizzano mai nel fegato, nel polmone o nella milza. Molto rara è invece l'insorgenza di tofi nel sistema nervoso centrale, segnalata soltanto in casi avanzati di gotta. Quando i tofi si localizzano immediatamente al di sotto della pelle, è possibile la fuoriuscita di un liquido lattiginoso, nel quale è possibile rintracciare cristalli di urato. La fuoriuscita del liquido può generare una sovrainfezione.
Lo sviluppo del tofo può avere luogo da 3 a 42 anni dopo il primo accesso di gotta, ma in genere si verifica entro 10 o 11 anni.

## Fonti
- Dizionario medico Rcs, su ok.corriere.it.